# Oulad Tayeb (kommun)
Oulad Tayeb (franska: Oulad Tayeb (CR), Oulad Tayeb (Commune Rurale), arabiska: لعجاجرة) är en kommun i Marocko.   Den ligger i prefekturen Fès och regionen Fès-Meknès, i den nordöstra delen av landet, 170 km öster om huvudstaden Rabat. Antalet invånare är 14 088.